# آسیاست
آسیاست (انگلیسی: AsiaSat) شرکت ماهواره مخابراتی هنگ کنگی است، که در سال ۱۹۸۸ تأسیس شد.